# Nass River
Nass River är ett vattendrag i Kanada.   Det ligger i Regional District of Kitimat-Stikine och provinsen British Columbia, i den sydvästra delen av landet, 3 900 km väster om huvudstaden Ottawa.
Trakten runt Nass River är nära nog obefolkad, med mindre än två invånare per kvadratkilometer.